# Kurgalski
Kurgalski poluotok (rus. Кургальский полуостров) je poluotok koji dijeli južni dio Finskog zaljeva na Narvski zaljev (na zapadu) i Luški zaljev (na istoku). Najsjevernije mjesto je rt Pitkenen-Nos. Poluotok je prilično močvaran i sadrži nekoliko jezera. Oko 650 km² močvara zaštićeno je kao Ramsarsko područje. Na poluotoku se nalazi luka Ust'-Luga. U okrugu ima mnogo Ižorskih sela.

## Vanjske poveznice
|  | Zajednički poslužitelj ima još gradiva o temi Kurgalski |